# Rothals-Flaumfußtaube
Die Rothals-Flaumfußtaube (Ptilinopus porphyreus), auch Rothals-Fruchttaube, Rosenhals-Fruchttaube oder Rosenkopf-Fruchttaube, ist eine Art der Taubenvögel. Sie zählt zu den besonders farbenprächtig gefärbten Fruchttauben und kommt ausschließlich in Südostasien vor.

## Erscheinungsbild
Die Rothals-Flaumfußtaube erreicht eine Körperlänge von 28 Zentimetern. Sie ist damit etwas größer als eine Lachtaube. Ihr Gefieder ist so auffällig, dass sie mit keiner anderen Taubenart verwechselt werden kann. Ein Geschlechtsdimorphismus besteht nicht. Die Weibchen sind lediglich etwas kleiner.
Der Hals, der Nacken und die Brust sind leuchtend purpurrosa. Am unteren Ende der Brust verläuft ein weißes Band, das an den Körperseiten etwas schmaler wird. Die Körperoberseite ist dunkelgrün mit einem metallischen Schimmer auf den Flügeln und dem Schwanz. Daran schließt sich ein schwarzgrünes Farbband an. Der Bauch ist aschgrau. Die Flanken sind olivfarben. Der Schnabel ist grüngelblich und hellt zur Spitze hin auf. Die Iris ist rot. Die Füße sind rötlich.

## Verbreitung und Verhalten
Die Rothals-Flaumfußtaube ist eine endemische Art der Inseln Sumatra, Bali und Java. Der Lebensraum sind primäre Bergwälder. Sie besiedelt Höhen zwischen 1.400 und 2.200 Meter NN. Es ist eine sehr stille Taube, von der gelegentlich nur weiche ho-Rufe zu hören sind. Sie frisst Früchte und Beeren und kommt nur selten auf den Boden. Das Nest wird gewöhnlich in fünf bis sechs Metern über dem Erdboden errichtet.

## Haltung in menschlicher Obhut
Die Rothals-Flaumfußtaube wurde 1930 das erste Mal nach England eingeführt. Der Berliner Zoo hielt ab 1931 ein Paar. Diesem Zoo gelang die Erstzucht bereits 1932. Die Brutdauer bei diesen Tauben betrug 20 Tage und der Jungvogel verließ nach 16 Tagen das Nest, war aber zu diesem Zeitpunkt noch nicht flugfähig.

## Belege